# Maidie Norman

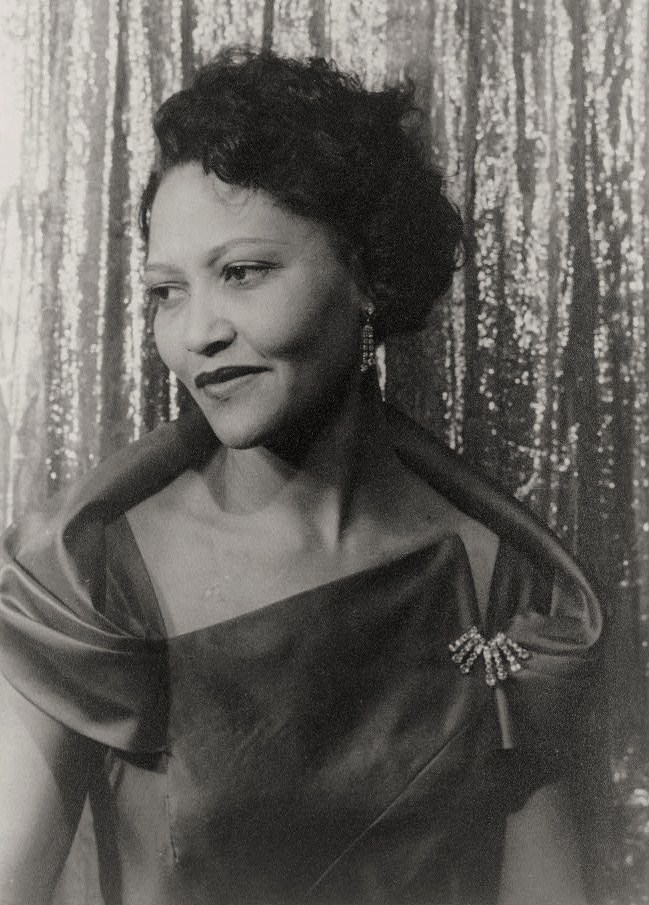
Maidie Norman (1951)

Maidie Norman (* 16. Oktober 1912 in Villa Rica, Georgia, USA; † 2. Mai 1998 in San Jose, Kalifornien, USA) war eine US-amerikanische Schauspielerin.

## Karriere
Norman gab 1947 ihr Filmdebüt und spielte bald darauf an der Seite von Weltstars wie Ginger Rogers, William Holden, Dean Martin, Barbara Stanwyck und Dorothy Lamour. Ab den 1960er Jahren war sie fast ausschließlich in Fernsehproduktionen zu sehen. 1962 hatte Maidie Norman noch einmal einen großen Filmerfolg neben Bette Davis und Joan Crawford im Horrorfilm Was geschah wirklich mit Baby Jane?. Ende der 1980er Jahre zog sie sich von der Schauspielerei zurück.
Maidie Norman war zweimal verheiratet und hatte einen Sohn. Sie starb 1998 an Lungenkrebs.

## Filmografie
- 1947: Ku Klux Klan – Banditen in Maske (The Burning Cross)
- 1949: Vom FBI gejagt (Manhandled)
- 1951: Stadt in Aufruhr (The Well)
- 1952: Schwarze Trommeln (Lydia Bailey)
- 1953: Die pikanten Jahre einer Frau (Forever Female)
- 1953: Herzen im Fieber (Torch Song)
- 1953: Der tollkühne Jockey (Money from Home)
- 1954: Die Intriganten (Executive Suite)
- 1954: Eine Nacht mit Susanne (Susan Slept Here)
- 1955: Der Einzelgänger (Man with the Gun)
- 1955: Tarzan und der schwarze Dämon (Tarzan’s hidden Jungle)
- 1956: Das schwache Geschlecht (The opposite Sex)
- 1956: In den Wind geschrieben (Written on the Wind)
- 1960: Alfred Hitchcock präsentiert (Alfred Hitchcock Presents) (Fernsehserie)
- 1962: Perry Mason (Fernsehserie)
- 1962: Was geschah wirklich mit Baby Jane? (Whatever happened to Baby Jane?)
- 1963: Vier für Texas (Four for Texas)
- 1964: Unglaubliche Geschichten (Twilight Zone) (Fernsehserie)
- 1965: Dr. Kildare (Fernsehserie)
- 1965: Im wilden Westen (Death Valley Days) (Fernsehserie)
- 1967, 1968: Polizeibericht (Dragnet) (Fernsehserie, 2 Folgen)
- 1967: Der Chef (Fernsehserie)
- 1968: Daktari (Fernsehserie)
- 1970: Das Wort hat die Verteidigung (Storefront Lawyers) (Fernsehserie)
- 1970: FBI (The F.B.I.) (Fernsehserie)
- 1970: Barfuß im Park (Barefoot in the Park)
- 1970: Mannix (Fernsehserie)
- 1974: Cannon (Fernsehserie)
- 1974: Die Straßen von San Francisco (The Streets of San Francisco) (Fernsehserie)
- 1974: Dr. med. Marcus Welby (Marcus Welby, M.D.) (Fernsehserie)
- 1975: Kung Fu (Fernsehserie)
- 1975: Make-Up und Pistolen (Police Woman) (Fernsehserie)
- 1976: Bronk (Fernsehserie)
- 1976: A Star Is Born
- 1977: Unsere kleine Farm (Fernsehserie)
- 1977: Verschollen im Bermuda-Dreieck (Airport ’77)
- 1979: Der unglaubliche Hulk (Fernsehserie)
- 1979: Roots – Die nächsten Generationen (Roots: The Next Generations) (Fernsehserie)
- 1979: Barnaby Jones (Fernsehserie)
- 1981: Die Geschichte des James Thornwell (Thornwell)
- 1982: Cagney & Lacey (Fernsehserie)
- 1982: Halloween 3
- 1983: Hotel (Fernsehserie)
- 1988: Drei Rentner bügeln alles nieder (Side by Side)
- 1988: Simon & Simon (Fernsehserie)